# Атиры

Область астероидов группы Атира выделена зелёным

Атиры — группа околоземных астероидов, чьи орбиты полностью находятся внутри орбиты Земли (их расстояние от Солнца в афелии меньше перигелийного расстояния Земли, Q < 0,983 a. e.). Таким образом, даже в самой удалённой точке своей орбиты эти астероиды находятся ближе к Солнцу, чем Земля в самой близкой точке своей орбиты. Согласно сложившейся традиции эта группа астероидов была названа в честь своего первого открытого представителя, — астероида (163693) Атира, который был обнаружен в начале февраля 2003 года и назван в честь мифологической богини индейского племени пауни.
Впервые об открытии астероида данного класса было заявлено ещё 24 февраля 1998 года, когда был обнаружен астероид 1998 DK36, но так как вскоре после открытия он был потерян, то официально первым обнаруженным астероидом данной группы стал астероид (163693) Атира, который был обнаружен лишь 5 лет спустя.
Период обращения астероида 2021 PH27 вокруг Солнца составляет 113 дней — это самый короткий из известных периодов обращения астероидов и второй среди всех объектов Солнечной системы после Меркурия.
К началу 2020 года известно о наличии всего лишь 22 астероидов, чьи орбиты находятся внутри орбиты Земли. Столь малое количество астероидов в данной группе объясняется прежде всего трудностями обнаружения и наблюдения этих тел, а также их незначительными размерами. Дело в том, что так как эти тела находятся внутри земной орбиты, то для земного наблюдателя они никогда не отходят от Солнца на значительный угол и потому постоянно теряются в лучах светила. Из-за этого их наблюдение возможно лишь в сумерках, в небольшой период времени незадолго до рассвета или сразу после захода Солнца при светлом небе, на котором различить какие-либо небесные объекты становится очень сложно. При этом чем меньше большая полуось орбиты астероида, тем на меньший угол он удаляется от Солнца, тем ярче небо в момент его появления над горизонтом и тем сложнее условия наблюдения. Именно поэтому до сих пор нет никаких данных об астероидах, движущихся внутри орбиты Меркурия (вулканоиды).
Астероиды 2019 AQ3 и 2020 AV2 имеют рекордно малые афелии — 0,77 а.е. и 0,65 а.е., соответственно. Орбита второго полностью лежит внутри орбиты Венеры.
Отчасти такое малое количество обнаруженных астероидов, объясняется также и самой по себе низкой концентрацией этих объектов во внутреннем пространстве Солнечной системы, ведь большинство из них находится в поясе астероидов между Марсом и Юпитером или движутся по сильно вытянутым орбитам, проводя большую часть времени вдали от внутренних планет. В частности, самое малое значение эксцентриситета среди известных астероидов составляет 0,18, в то время как у большинства он колеблется от 0,32 до 0,56 и выше.
В Центре малых планет используется несколько иная классификация, значения афелия и перигелия считают равными единицы, а астероиды группы Атиры рассматривают лишь как подгруппу астероидов типа Атона. Согласно этой классификации, группа Атиры насчитывает 22 астероида (жёлтым выделены атиры, орбиты которых задевают орбиту Земли):
| Наименование (обозначение) | Большая полуось {\displaystyle a(a.e.)} | Перигелий {\displaystyle q(a.e.)} | Афелий {\displaystyle Q(a.e.)} | Эксцентриситет {\displaystyle e} | Наклон {\displaystyle i} |
| -------------------------- | --------------------------------------- | --------------------------------- | ------------------------------ | -------------------------------- | ------------------------ |
| (163693) Атира             | 0,74                                    | 0,50                              | 0,98                           | 0,32                             | 25,6 °                   |
| (164294) 2004 XZ130        | 0,62                                    | 0,34                              | 0,90                           | 0,45                             | 2,9 °                    |
| (202683) 2006 US216        | 0,64                                    | 0,28                              | 1,00                           | 0,56                             | 3,4 °                    |
| (367943) Дуэнде            | 0,91                                    | 0,83                              | 0,99                           | 0,09                             | 11,6 °                   |
| 1998 DK36                  | 0,69                                    | 0,40                              | 0,98                           | 0,42                             | 2,0 °                    |
| 2004 JG6                   | 0,64                                    | 0,30                              | 0,97                           | 0,53                             | 18,9 °                   |
| (413563) 2005 TG45         | 0,68                                    | 0,43                              | 0,94                           | 0,37                             | 23,3 °                   |
| 2005 YQ96                  | 0,74                                    | 0,50                              | 0,99                           | 0,33                             | 22,2 °                   |
| 2006 WE4                   | 0,78                                    | 0,64                              | 0,93                           | 0,18                             | 24,8 °                   |
| 2007 AG                    | 0,72                                    | 0,45                              | 0,99                           | 0,37                             | 11,9 °                   |
| 2007 BD                    | 0,73                                    | 0,48                              | 0,99                           | 0,34                             | 9,3 °                    |
| 2007 EB26                  | 0,55                                    | 0,12                              | 0,98                           | 0,78                             | 8,4 °                    |
| (418265) 2008 EA32         | 0,62                                    | 0,43                              | 0,80                           | 0,30                             | 28,3 °                   |
| 2008 UL90                  | 0,69                                    | 0,43                              | 0,96                           | 0,38                             | 24,3 °                   |
| 2009 SZ99                  | 0,81                                    | 0,64                              | 0,99                           | 0,21                             | 21,3 °                   |
| 2010 VK139                 | 0,78                                    | 0,56                              | 1,00                           | 0,28                             | 26,9 °                   |
| 2010 XB11                  | 0,62                                    | 0,29                              | 0,95                           | 0,53                             | 29,9 °                   |
| 2012 VE46                  | 0,71                                    | 0,46                              | 0,97                           | 0,36                             | 6,7 °                    |
| 2013 JX28 (2006 KZ39)      | 0,60                                    | 0,26                              | 0,94                           | 0,56                             | 10,8 °                   |
| 2012 TQ5                   | 0,77                                    | 0,65                              | 0,89                           | 0,16                             | 16,4 °                   |
| 2012 FO47                  | 0,75                                    | 0,55                              | 0,96                           | 0,27                             | 19,2 °                   |
| 2019 AQ3                   | 0,5887                                  | 0,4036                            | 0,7737                         | 0,3143                           | 47,219 °                 |
| 2019 LF66                  | 0,56                                    | 0,3178                            | 0,802                          | 0,43                             | 29 °                     |
| 2020 AV2                   | 0,555                                   | 0,457                             | 0,654                          | 0,17755                          | 24,411 °                 |